# Заборье (Ярцевский район)
Заборье — деревня в Ярцевском районе Смоленской области России. Входит в состав Суетовского сельского поселения. Население — 47 жителей (2007 год). 
Расположена в центральной части области в 1 км к востоку от Ярцева, в 0,5 км севернее автодороги М1 «Беларусь». В 2,5 км южнее деревни расположена железнодорожная станция Милохово на линии Москва — Минск. 

## История
В годы Великой Отечественной войны деревня была оккупирована гитлеровскими войсками в июле 1941 года, освобождена в сентябре 1943 года.